# Hildener Jazztage

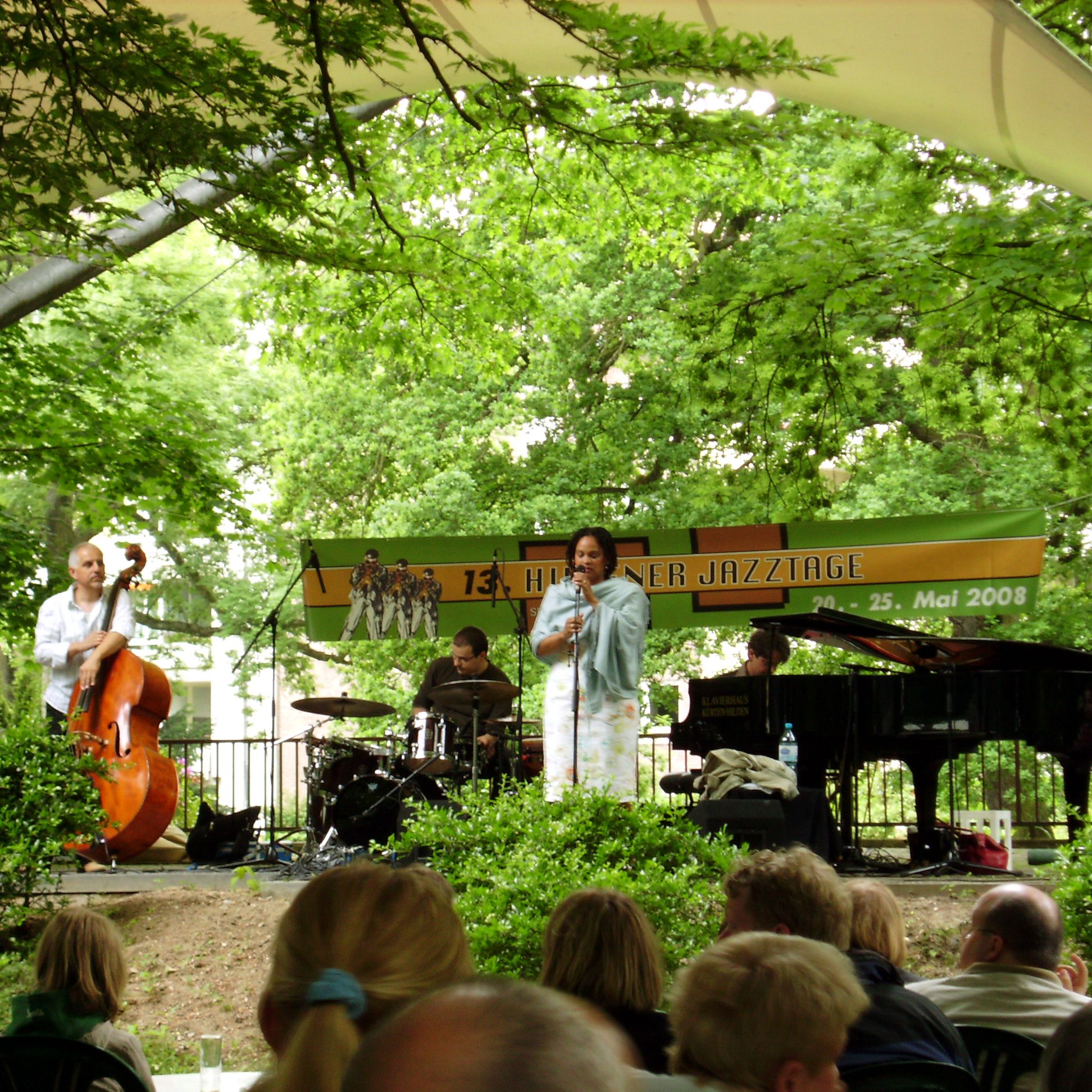
Cécile Verny Quartet bei den 13. Hildener Jazztagen 2008

Die Hildener Jazztage sind ein seit 1996 alljährlich im Sommer stattfindendes Musikfestival der Stadt Hilden.
Über 6000 Besucher pro Saison kommen zu dieser Veranstaltung.

## Übersicht
Zu den Künstlern gehören sowohl Musiker aus der deutschen Jazzszene als auch international bekannte Größen. Zu den bekanntesten Gästen gehörten Billy Cobham, Pee Wee Ellis, Ed Thigpen, Nigel Kennedy, Jeff Berlin und Jeff Hamilton.
Obwohl das Festival am Jazz-Genre orientiert ist, treten häufig Musiker verschiedener Musikrichtungen wie Modern Jazz, Fusion, Funk, Latin, Blues, Rock oder Weltmusik auf.
Die an den verschiedenen Veranstaltungsorten in Hilden stattfindenden Konzerte werden teilweise vom WDR-Hörfunk mitgeschnitten und auf dem Radiosender WDR 3 übertragen.